# Avilčiai
Avilčiai è un piccolo centro abitato del distretto di Molėtai della contea di Utena, nel nord-est della Lituania. Secondo un censimento del 2011, la popolazione ammonta a 27 abitanti, perlopiù anziani. L'insediamento è situato a metà strada tra Molėtai e Alanta.

## Storia
Esistevano insediamenti umani nei dintorni di Avilčiai fin dall'antichità, come testimoniano i reperti archeologici. Durante il periodo sovietico, si procedette a costruire una scuola e una biblioteca e si contavano 21 famiglie (95 persone) nel 1960. Dopo il 1990, la maggior parte delle persone preferì allontanarsi dall'insediamento perché le loro case erano state demolite. Per questo motivo la popolazione in giovane età è pressoché pari allo zero e la scuola locale è stata chiusa.
Nei pressi del villaggio si trova una pietra rituale che sembra stata essere scavata in maniera simile a un piede umano.